# Scaptomyza mutica
Scaptomyza mutica är en tvåvingeart som beskrevs av Hardy 1965. Scaptomyza mutica ingår i släktet Scaptomyza och familjen daggflugor. Inga underarter finns listade i Catalogue of Life.